# 维辛
维辛是奥地利蒂罗尔州施瓦茨县的一个市镇。总面积10.36平方公里，总人口1887人，人口密度182.1人/平方公里（2005年）。